# Чандигарх
Чандигарх (или Чандигар; на хинди: चंडीगढ़; на пенджабски: ਚੰਡੀਗੜ੍ਹ; на английски: Chandigarh) е град и съюзна територия на Индия. Намира се на 260 km северно от столицата Делхи. Разположен е между щатите Пенджаб и Харяна. Населението е 1 025 682 жители (2011 г.), което му отрежда 48-о място в многолюдната страна, а площта е 114 km². Намира се в часова зона UTC+05:30. Съюзната територия е основана през 1953 г. Тя не е част от нито един от двата щата. Въпреки това се смята за административна столица и на Пенджаб, и на Харяна.
Това е един от новите градове, построени изцяло след обявяването на независимостта на Индия. Прочут е със своята нетрадиционна архитектура, като в изграждането му участват експерти от Европа и САЩ. Автор на проекта на града е известният френски архитект Льо Корбюзие.
Градски символ е административният комплекс „Капитолия“. През 2016 г. сградата е добавена към Списъка на световното културно и природно наследство на ЮНЕСКО. Към комплекса принадлежи и Монументът на отворената ръка. Той носи послание за мир. Дланта е отворена, за да дава и да получава.
Етимологично Чандигарх идва събирателно от Чанди – индуистка богиня на абсолютната реалност, успеха и победата над злото, докато „гарх“ на хинди означава крепост. Названието е заимствовано от храма Чанди Мандир, който е разположен на 12 km от града и е посветен на тази богиня. Понякога наричат Чандигарх „Град на красотата“.

## Известни личности
Родени в Чандигарх
- Аюшман Хурана (р. 1984), актьор